# Paul Knochel
Paul Knochel, né à Strasbourg le 15 novembre 1955, est un chimiste français, membre de l'Académie des sciences.

## Biographie
Paul Knochel a fait ses études de chimie à l’IUT (Institut Universitaire de Technologie) de Strasbourg, puis à l’ENSCS (École Nationale Supérieure de Chimie de Strasbourg). De 1979 à 1982, il a effectué sa thèse intitulée « Nitroallyl-halogenide und –ester als effiziente Verknüpfungsreagenzien » à l’ETH (Eidgenössische Technische Hochschule) Zurich (Suisse) dans le groupe du Prof. Dieter Seebach. Il a ensuite passé 4 années au CNRS (Centre National de la Recherche Scientifique) à l’Université Pierre et Marie Curie à Paris dans le groupe du Prof. Jean-François Normant. Pendant cette période, il a étudié des réactions de carbozincation utilisant des réactifs allyliques et préparé des composés bimétalliques portant deux métaux différents (Lithium, Magnésium ou Zinc) sur le même atome de carbone. Il a par la suite rejoint le laboratoire du Prof. Martin F. Semmelhack pour un stage post-doctoral au cours duquel il a travaillé sur l’utilisation des complexes indoles-chrome en synthèse organique. En 1987, il a accepté une position de Professeur assistant dans le Département de Chimie de l’Université du Michigan à Ann Arbor (MI, USA) où il a développé les premières méthodes de préparation d’espèces organométalliques polyfonctionnelles du zinc. En 1991, il a été promu Professeur au sein de cette même Université avant de s’installer, en 1992, à Marbourg (Allemagne) où lui a été proposé un poste de Professeur de chimie organique dans le Département de Chimie de l’Université « Philips-Universität ». Il y a poursuivi ses travaux sur la chimie des organozinciques polyfonctionnels et leur emploi en synthèse asymétrique. En 1999, il se voit offrir une position de Professeur de chimie organique à l’Université de Munich (Ludwig-Maximilians-Universität – LMU), qu’il occupe encore en 2019. Il y a développé de nouvelles méthodes de préparation d’espèces organométalliques polyfonctionnelles ainsi que de nombreuses méthodes synthétiques utilisant des réactifs ou catalyseurs organométalliques.

## Œuvre scientifique
Paul Knochel a développé une série de nouvelles méthodes de préparation d’espèces organométalliques polyfonctionnelles du zinc et du magnésium, mais également de nombreux autres métaux comme le cuivre, l’aluminium, le manganèse, l’indium, le fer, le lanthane et le samarium. De plus, il a mis en évidence le fait que les sels de lithium catalysent un nombre important de réactions organométalliques, notamment l’addition oxydante d’un métal comme le magnésium,le zinc, l’indium, le manganèse ou l’aluminium sur un halogénure organique. Il a montré que l’emploi de dérivés du lithium (chlorure, acétylacetonates ou alcoolates), catalyse l’échange halogène-métal dans la préparation d’organomagnésiens et d’organozinciques. Par ailleurs, il a synthétisé une série de nouvelles bases métalliques encombrées dérivées de la tétraméthylpipéridine permettant des activations C-H de systèmes insaturés aromatiques et hétérocycliques,. Il a également conduit des recherches sur une série de réactions de couplage mixte diastéréosélectives catalysées par le palladium, le fer, le cobalt ou encore le chrome. Il est parvenu à augmenter considérablement le champ d’application de ces réactions en synthèse organique grâce à la chimie en flux continu,,,,,. Il a aussi mis en place une méthodologie synthétique de préparation de lithiens,,, de zinciques et d’organocuprates avec une haute énantiosélectivité et a démontré l’utilité de cette méthode pour préparer des phéromones contenant jusqu’à cinq centres chiraux. Par l’emploi d’additifs comme du pivalate de zinc ou de magnésium, il lui a été possible de préparer des organozinciques possédant une grande stabilité vis-à-vis de l’air et de l’humidité,.

## Honneurs et distinctions
- Médaille Berthelot de l’Académie des Sciences (Paris) 1992
- IUPAC Thieme Prize 1994
- ECS - European Chemical Society - Chiroscience Award for Creative European Chemistry 1995
- Prix Otto-Bayer 1995
- Prix Leibniz 1996
- Merck Sharp & Dohme Research Award 2000/2001
- Prix V.Grignard 2000
- Prix du Dr Paul Janssen pour la créativité en synthèse organique 2004
- Cope Scholar Award of the American Chemical Society 2005
- Lilly European Distinguished Lectureship Award 2007
- Membre de l'Académie des sciences (Paris) 2007[22]
- Member of the Bavarian Academy of Science 2008
- Karl-Ziegler-Preis 2009
- Membre de la German Academy of Sciences Leopoldina 2009[23]
- EROS (Encyclopedia of Reagents for Organic Synthesis) Best Reagent Award. 2011
- Gold Nagoya Medal of Organic Chemistry 2012
- Chevalier dans l'ordre national du Mérite 2013[24]
- Herbert C. Brown Award for Creative Research in Synthetic Methods 2014